# フレデリク・ソガード
フレデリク・ソガード・モーテンセン（デンマーク語:  Frederik Søgaard Mortensen、1997年7月25日 - ）は、デンマークの男子バドミントン選手。

## 経歴
ジュニア時代はジョエル・アイプとペアを組む。2015年の世界ジュニア選手権で韓呈愷 / 周昊東を破り準優勝を果たした。
2022年からラスムス・ケアーとペアを組む。
2023年、カナダ・オープンで準優勝。